# Новолатовский сельский совет (Широковский район)
Новолатовский сельский совет (укр. Новолатівська сільська рада) — входит в состав
Широковского района
Днепропетровской области
Украины.
Административный центр сельского совета находится в 
с. Новолатовка
.

## Населённые пункты совета
- с. Новолатовка
- с. Новосёловка
- с. Ингулец
- с. Латовка
- с. Стародобровольское

## Ликвидированные населённые пункты совета
- с. Новопетровка